# Донецкая (шахта)
Донецкая — угольная шахта треста «Гуковуголь» в городе Донецк (Ростовская область, Россия). До завершения реконструкции (1 октября 1964 года) называлась шахта «Юго-Западная» № 1-бис.

## История
Год сдачи шахты в эксплуатацию — 1955. Правопреемником шахты А/О «Гуковуголь» является ОАО «Донецкое». Вошла с 1 января 1997 года в состав Дочернего открытого акционерного общества «Донецкое» (ДОАО «Донецкое») ОАО «Гуковуголь». Закрыта в 1998 году.
За годы своего существования шахтой добыто свыше 15 миллионов тонн коксующегося угля.

## Описание
Максимальная глубина разработки — 302 метра. Угол падения разрабатываемых пластов: от 8 до 18 метров. Шахта сверхкатегорийная по газу метану. Опасна по пыли, по выбросам угля и газа.
В годовых производственно-технических отчётах формы № 25 ТП и в производственных программах указано, что добыча ведётся подземным способом из очистных забоев. Добыча угля с участков открытых работ по шахте не предусмотрена.
В шатных расписаниях, производственно-технических отчётах ПО «Гуковуголь» за 1951—1997 год в разделе «Отчёт о работе угольной шахты» перечислены подземные участки по добыче угля:
- № 1
- № 2
- № 3
- № 4
- УКТ
- ВШТ
- УПР
- ВТБ (ПВС)
- ПРТБ
- ОКР
- ЭМС
- РЭЭУ
- участок вентиляции
- РЭЗО
- стац. установки
- мех. цех (ОГМ)